# Alemania en los Juegos Olímpicos de Ámsterdam 1928
Alemania estuvo representada en los Juegos Olímpicos de Ámsterdam 1928 por un total de 295 deportistas que compitieron en 16 deportes.  
El portador de la bandera en la ceremonia de apertura fue el atleta Ernst Paulus.

## Medallistas
El equipo olímpico alemán obtuvo las siguientes medallas:
| Nombre                                                                                             | Deporte             | Competición             |
| -------------------------------------------------------------------------------------------------- | ------------------- | ----------------------- |
| Oro                                                                                                |                     |                         |
| Lina Radke                                                                                         | Atletismo           | 800 m F                 |
| Helene Mayer                                                                                       | Esgrima             | Florete ind. F          |
| Kurt Helbig                                                                                        | Halterofilia        | 67,5 kg M               |
| Josef Straßberger                                                                                  | Halterofilia        | 82,5 kg M               |
| Carl-Friedrich von Langen (Draufgänger)                                                            | Hípica              | Doma ind.               |
| Carl-Friedrich von Langen (Draufgänger) Hermann Linkenbach (Gimpel) Eugen von Lotzbeck (Caracalla) | Hípica              | Doma por eqs.           |
| Kurt Leucht                                                                                        | Lucha grecorromana  | 58 kg M                 |
| Hilde Schrader                                                                                     | Natación            | 200 m braza F           |
| Kurt Moeschter Bruno Müller                                                                        | Remo                | Dos sin timonel (M2-) M |
| Equipo                                                                                             | Waterpolo           | Torneo M                |
| Plata                                                                                              |                     |                         |
| Richard Corts Hubert Houben Helmut Körnig Georg Lammers                                            | Atletismo           | 4 × 100 m M             |
| Hermann Engelhard Richard Krebs Otto Neumann Harry Werner Storz                                    | Atletismo           | 4 × 400 m M             |
| Ernst Pistulla                                                                                     | Boxeo               | Semipesado (79,4 kg) M  |
| Erwin Casmir                                                                                       | Esgrima             | Florete ind. M          |
| Eduard Sperling                                                                                    | Lucha grecorromana  | 67,5 kg M               |
| Adolf Rieger                                                                                       | Lucha grecorromana  | 82,5 kg M               |
| Erich Rademacher                                                                                   | Natación            | 200 m braza M           |
| Bronce                                                                                             |                     |                         |
| Georg Lammers                                                                                      | Atletismo           | 100 m M                 |
| Helmut Körnig                                                                                      | Atletismo           | 200 m M                 |
| Joachim Büchner                                                                                    | Atletismo           | 400 m M                 |
| Hermann Engelhard                                                                                  | Atletismo           | 800 m M                 |
| Emil Hirschfeld                                                                                    | Atletismo           | Peso M                  |
| Anni Holdmann Leni Junker Rosa Kellner Leni Schmidt                                                | Atletismo           | 4 × 100 m F             |
| Hans Bernhardt Karl Köther                                                                         | Ciclismo en pista   | Tandem M                |
| Olga Oelkers                                                                                       | Esgrima             | Florete ind. F          |
| Bruno Neumann (Ilja)                                                                               | Hípica              | Concurso completo ind.  |
| Hans Wölpert                                                                                       | Halterofilia        | 60 kg M                 |
| Equipo                                                                                             | Hockey sobre hierba | Torneo M                |
| Georg Gehring                                                                                      | Lucha grecorromana  | +82,5 kg M              |
| Charlotte Mühe                                                                                     | Natación            | 200 m braza F           |
| Helmuth Kahl                                                                                       | Pentatlón moderno   | Individual M            |